# 旭川東宝
旭川東宝（あさひかわとうほう）は、かつて北海道旭川市にあった映画館。北海道東宝株式会社が経営していた。1956年（昭和31年）12月28日に開館し、2010年（平成22年）8月31日に閉館した。

## 歴史
1956年（昭和31年）12月28日、旭川東宝映画劇場としてオープン。当時は701席を有する大劇場だった。当時は映画の黄金時代であり、1960年（昭和35年）の旭川市には旭川東宝も含めて19館の映画館が存在した。
1984年（昭和59年）4月より改装のため休館後、同年7月7日にリニューアルオープン。1階が飲食店（末期はつぼ八といろはにほへとが入居していた）、2階が旭川東宝劇場（邦画系）、東宝スカラ座（洋画系）となり、数々のヒット作や大作を上映してきた。
しかし、2002年（平成14年）12月4日にシネプレックス旭川、2004年（平成16年）5月31日にディノスシネマズ旭川といったシネマコンプレックスがオープン。これにより市街地にあった映画館は相次いで閉館に追い込まれたが（後述）、同劇場は館名を旭川東宝1・2に統一して営業を継続。それ以降は洋画をほとんど上映せず、東宝配給の邦画を中心に上映を続けてきた。
業績不振や建物の老朽化も重なり2010年（平成22年）8月31日をもって閉館。最終興行として同年8月28日から31日まで『ドラえもん のび太の宇宙小戦争』『ゴジラvsキングギドラ』『用心棒』『ALWAYS 三丁目の夕日』が上映され、54年の歴史にピリオドを打った。建物は直ちに解体され駐車場となり、2018年（平成30年）時点の現況も同様である。
旭川東宝の閉館によって同市中心部から従来型の映画館が消え、2015年（平成27年）3月27日にイオンモール旭川駅前内に「イオンシネマ旭川駅前」が開業するまで4年7か月間、市内の映画館は上記2つのシネコンしかなかった。

## 劇場の特徴
- 旭川東宝1
定員220人。カーテンの色は黄色。開業当初は「東宝スカラ座」だった洋画系封切館。札幌の東宝日劇（2003年8月31日閉館）や東宝プラザで上映される作品が多かったが、終盤期にはスタジオジブリ作品（『千と千尋の神隠し』『ハウルの動く城』『崖の上のポニョ』など）に代表される、前評判の高い邦画の上映が目立った。
- 旭川東宝2
定員176人。カーテンの色は水色。札幌東宝公楽と同様、主に日劇東宝→TOHOシネマズ日劇スクリーン2でかかる邦画を上映。1ヵ月に1作の割合で新作が上映されていた。

## かつて存在した旭川市内の映画館
| 館名                                                | 所在地                          | 閉館年月日     | 備考 |
| --------------------------------------------------- | ------------------------------- | -------------- | --- |
| 旭川映画劇場                                        | 2条通7丁目                      | 1980年以後     | |
| 旭川スカラ座                                        | 3条通7丁目                      | 1990年以後     | |
| ロッポニカ旭川 （松竹テアトル）                     | 3条通8丁目                      | 1990年以後     | |
| 旭川東映                                            | 2条通6丁目                      | 1997年8月17日  | 跡地はコンビニエンスストア（ローソン）が入居している。 |
| 旭川劇場                                            | 5条通6丁目                      | 2003年2月2日   | 須貝興行→スガイ・エンタテインメント（現：SDエンターテイメント）直営。 2004年（平成16年）5月31日、大雪通5丁目のスガイディノス旭川（現：ディノス旭川）内に 「ディノスシネマズ旭川」がオープンしたが、2022年9月19日閉館。 現在、跡地は駐車場となっている。 |
| グランドシネマ・シネマアポロン                      | 6条通7丁目 （旧旭川スガイビル） | 2004年3月28日  | 旭川スガイビル自体は2008年（平成20年）3月に閉鎖している。 |
| 旭川国民劇場 （国民劇場・国劇ミラノ座・国劇シネマ） | 3条通8丁目                      | 2004年11月30日 | 2005年（平成17年）12月に同館跡地に神田青果がビジネスホテル「ホテルカンダ」がオープンした。 |